# Quitschenberg

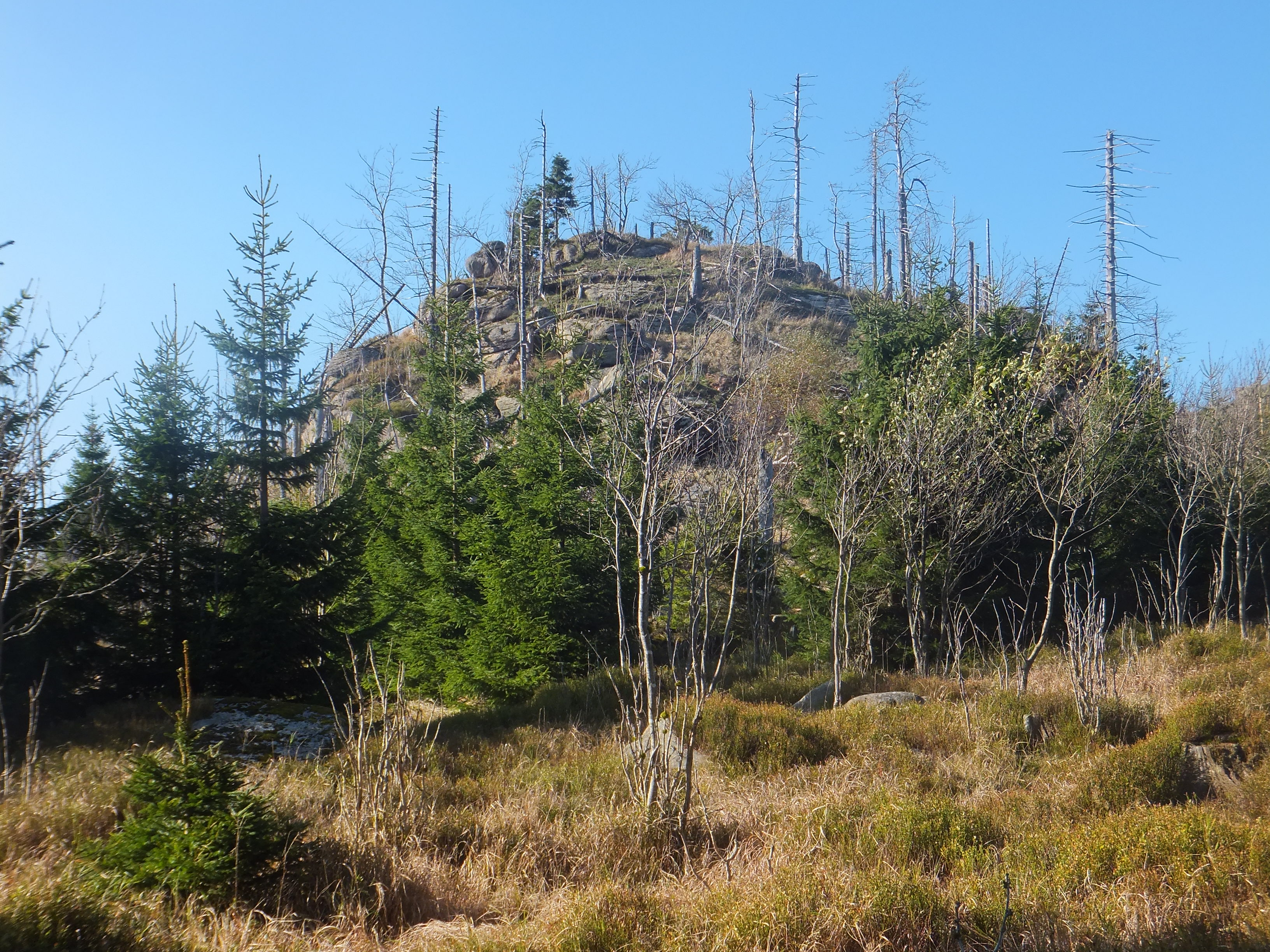
Felsformation mit dem Gipfel des Quitschenbergs

Der Quitschenberg im Oberharz ist eine 881,5 m ü. NHN hohe Erhebung auf den bei Torfhaus gelegenen Hochlagen des Mittelgebirges Harz im gemeindefreien Gebiet Harz des Landkreises Goslar in Niedersachsen.

## Geographische Lage
Der Quitschenberg liegt im Nationalpark Harz etwa 3 km ostsüdöstlich des Altenauer Ortsteils Torfhaus. Seine Westkuppe ist etwa 865 m und seine Ostkuppe 881,5 m hoch; beide Kuppen sind etwa 650 m voneinander entfernt.
Östlich vorbei am Quitschenberg fließt entlang der Grenze von Niedersachsen und Sachsen-Anhalt etwa in Süd-Nord-Richtung der Oberlauf der Ecker. Direkt jenseits des Flusses erhebt sich der Brocken (1141,1 m). Südwestlich, westlich und nordwestlich wird der Berg von der Abbe umflossen, die nördlich des Bergs in die Ecker mündet. Nach Süden leitet die Landschaft des Bergs über das Brockenfeld mit den Quellen von Abbe und Ecker zum Roten Bruch mit westlich davon bei Oderbrück befindlichem Oderbruch über. Nach Westnordwesten leitet sie, jenseits des Abbetals, entlang des Abbegrabens nach Torfhaus und zu den dortigen Lerchenköpfen (821 m) an der Bundesstraße 4 über. Nach Norden fällt sie entlang der Ecker zum nahen Eckerstausee ab.

## Wald und Felsklippen
Am und auf dem nach Borkenkäferbefall zumeist locker bewaldeten Quitschenberg gibt es mehrere Felsklippen: An der Westkuppe befinden sich die Quitschenbergklippen (max. ca. 860 m) mit der Luisenklippe und etwa 800 m südlich davon die Hopfensäcke (ca. 875 m).

## Wandern
Am und auf dem Quitschenberg verlaufen mehrere Pfade und Wanderwege. Zum Beispiel gelangt man von Torfhaus kommend auf dem südlich an beiden Bergkuppen vorbeiführenden Goetheweg zum Brocken; unterhalb der Ostkuppe steht am Weg eine Schutzhütte. Den Goetheweg kreuzt südwestlich der Westkuppe der Kaiserweg.